# Courageux (1806)
Pour les autres navires du même nom, voir Le Courageux.
Le Courageux est un vaisseau de 74 canons de classe Téméraire entré en service en 1806 dans la marine impériale française.

## Histoire
Commandé sous le nom d'Alcide, il est renommé en 1802. Il entre en service le 8 avril 1806 sous le commandement du capitaine Aimable Gilles Troude. Le 16 février 1809, il quitte Lorient en tant que navire amiral d'une escadre comprenant les 74 canons Polonais et D'Hautpoul et les frégates Félicité et Furieuse pour aller ravitailler la Guadeloupe. L'escadre y rencontre celle du contre-amiral Alexander Cochrane, alors sur le HMS Neptune, qui défait les Français. Le Courageux réussit néanmoins à s'échapper et à rejoindre Cherbourg. Il est démoli en 1831.